# Allenville (Illinois)
Allenville è un villaggio degli Stati Uniti d'America, situato nello Stato dell'Illinois, nella contea di Moultrie.